# آژانس مسافرتی طیاره ملخی
آژانس مسافرتی طیاره ملخی یک مجموعه طنز نمایشی محصول سال ۱۳۸۷ به کارگردانی سعید فرامرزی، نویسندگی رضا ساکی و تهیه‌کنندگی خلیل امرایی‌پور می‌باشد که از شبکه اول پخش شد.
«آژانس مسافرتی طیاره ملخی» داستان دو برادر بیکار به نام‌های مجید و وحید را روایت می‌کند که دنبال شغلی مناسب برای خودشان هستند. تا اینکه آن دو با حمایت پدر و مادر خود در مکانی متروکه اقدام به تأسیس آژانس می‌کنند…

## بازیگران
- طوفان مهردادیان
- مجید رحمتی